# Ron Paul
Ronald Ernest Paul (Pittsburgh, Pennsylvania, 1935. augusztus 20. –) amerikai orvos, politikus. Az Egyesült Államok Képviselőházának tagja volt Texas állam 14. választókerületének képviselőjeként. 2012-es választási kampánya után nyugdíjba vonult, azonban a politikával mostanában is foglalkozik rádió, illetve televíziós műsorokban. Fia, Rand Paul vette át a helyét az ország politikájában (ő Kentucky szenátora). Utódja Texasban az ő általa támogatott Ted Cruz lett. Libertariánus irányultságú, a jelenlegi amerikai kormányzás, főleg a kül-, gazdaság- és monetáris politika ellenzője. Gyakran szót emel a szabadságjogok és az alkotmány védelmében.
Könyvében részletesen kifejezi vélemyényét a mai politikai kérdésekről: Ron Paul - Liberty Defined: 50 Essential Issues That Affect Our Freedom

## Elnökjelöltség
Paul három ízben is részt vett az elnökválasztási küzdelemben. Az 1988-as választáson a Libertariánus Párt jelöltje volt, 2008-ban és 2012-ben pedig sikertelenül pályázott a republikánus elnökjelöltségre.
2012-ben nagy esélyes volt az előválasztásokon, később viszont különböző múltbeli rasszista újságcikkek miatt népszerűsége csökkenni kezdett, és így Iowát sem nyerte meg, ahol viszont nagy előnnyel vezetett a felmérések szerint. A vádak szerinte hamisak, ugyanis csak a nevében adták ki a cikkeket, úgy, hogy ő nem tudott róla. Félreértés vagy sem, derékba törte előválasztási kampányát. Két államban ért el jelentős helyezést: Iowában és Maine-ben.

## Külső hivatkozások
- ronpaul2012.com Archiválva 2012. szeptember 10-i dátummal a Wayback Machine-ben
- Ron Paul a dollárról és a gazdaságról (angol)
- Big Dog- Ron Paul egyik kampányfilmje (angol)